# 295 (số)
295 (hai trăm chín mươi lăm) là một số tự nhiên ngay sau 294 và ngay trước 296.